# Discografia di Al Jarreau
Quella che segue è la discografia di Al Jarreau.

## Album
- 1975: We Got By (Reprise)
- 1976: Glow (Reprise) - US# 132, R&B #30, Jazz# 9
- 1977: Look to the Rainbow (Warner Bros. Records) - US# 49, R&B# 19, Jazz# 5
- 1978: All Fly Home (Warner Bros.) - US# 78, R&B# 27, Jazz# 2
- 1980: This Time (Warner Bros. Records)  - US# 27, R&B# 6, Jazz# 1
- 1981: Breakin' Away (Warner Bros. Records)  - US# 9, R&B# 1, Jazz# 1, UK# 60, Olanda # 3 e Norvegia # 9 - Il brano "(Round, Round, Round) Blue Rondo à la Turk" vince il Grammy Award for Best Jazz Vocal Performance, Male 1982
- 1983: Jarreau (Warner Bros. Records) - US# 13, R&B# 4, Jazz# 1, UK# 39 e Norvegia# 8
- 1984: High Crime (Warner Bros. Records)  - US# 49, R&B# 12, Jazz# 2, UK# 81
- 1984: Al Jarreau (Forever Gold)
- 1985: In London (Warner Bros. Records) - US# 125, R&B# 55, Jazz# 10
- 1986: L Is for Lover (Warner Bros. Records)  - US# 81, R&B# 30, Jazz# 9, UK# 45 ed Austria# 10
- 1988: Heart's Horizon (Warner Bros. Records)  - US# 75, R&B# 10, Jazz# 1
- 1992: Heaven and Earth (Warner Bros.) - US# 105, R&B# 30, Jazz# 2
- 1994: Tenderness (Warner Bros. Records)  US# 114, R&B# 25, Jazz# 2
- 1996: Best of Al Jarreau (Warner Bros. Records) - Jazz #8
- 2000: Tomorrow Today (GRP) - US# 137, R&B# 43, Jazz# 1
- 2002: All I Got (GRP) - US# 137, R&B# 43, Jazz# 3
- 2004: Accentuate the Positive (GRP Records) - Jazz# 6
- 2006: Givin' It Up (con George Benson) (Concord) - US# 58, R&B# 14, Jazz# 1
- 2008: Love Songs (Rhino)
- 2008: Christmas (Rhino) - Jazz# 5
- 2009: The Very Best Of Al Jarreau: An Excellent Adventure (Rhino)
- 2014: My Old Friend: Celebrating George Duke

## Singoli
- 1976: "Rainbow In Your Eyes" - R&B #92
- 1977: "Take Five" - R&B #91
- 1978: "Thinkin' About It Too" - R&B #55
- 1980: "Distracted" - R&B #61
- 1980: "Gimme What You Got" - R&B #63
- 1980: "Never Givin' Up" - R&B #26
- 1981: "We're In This Love Together" - US #15, R&B #6 UK #55
- 1982: "Breakin' Away" - US #43, R&B #25
- 1982: "Teach Me Tonight" - US #70, R&B #51
- 1982: "Your Precious Love" (con Randy Crawford) - R&B #16
- 1983: "Boogie Down" - US #77, R&B #9 UK #63
- 1983: "Mornin'" - US #21, R&B #6 UK #28
- 1983: "Trouble In Paradise"  - US #63, R&B #66 UK #36
- 1984: "After All" - US #69, R&B #26
- 1985: "Raging Waters"  - R&B #42
- 1986: "L Is for Lover" - R&B #42
- 1986: "Tell Me What I Gotta Do" - R&B #37
- 1986: "The Music Of Goodbye" (From Out Of Africa) (con Melissa Manchester) - AC #16
- 1987: "Moonlighting" - US #23, R&B #32 UK #8 (#1 Hot Adult Contemporary Tracks)
- 1988: "So Good" R&B #2
- 1989: "All of My Love" - R&B #69
- 1989: "All or Nothing At All" - R&B #59
- 1992: "Blue Angel" - R&B #74
- 1992: "It's Not Hard to Love You" - R&B #36
- 2001: "In My Music" (con Phife Dawg)